# Czerniczeno (obwód kurski)
Czerniczeno (ros. Черничено) – wieś (ros. село, trb. sieło) w zachodniej Rosji, w sielsowiecie bielajewskim rejonu konyszowskiego w obwodzie kurskim.

## Geografia
Miejscowość położona jest nad ruczajem Rżawiec (lewy dopływ Wandarieca w dorzeczu Swapy), 4 km od centrum administracyjnego sielsowietu (Bielajewo), 8 km na północny zachód od centrum administracyjnego rejonu (Konyszowka), 71 km na północny zachód od Kurska.
We wsi znajduje się 148 posesji.
Klimat
Miejscowość, jak i cały rejon, znajduje się w strefie klimatu kontynentalnego z łagodnym ciepłym latem i równomiernie rozłożonymi opadami rocznymi (Dfb w klasyfikacji klimatów Köppena).

## Demografia
W 2010 r. wieś zamieszkiwały 184 osoby.